# 松繁寿和
松繁 寿和（まつしげ ひさかず、1957年 - ）は、日本の経済学者。大阪大学大学院国際公共政策研究科（比較公共政策専攻・比較公共政策講座）教授。
労働および人材育成について数多くの研究論文を持つ。とりわけ、文系と理系の間の賃金格差に関する調査研究は有名。

## 略歴
1957年、香川県に生まれる。
1980年、大阪大学経済学部経営学科卒業。
1982年、大阪大学大学院経済学研究科公共経済専攻修士課程修了。
1989年、大阪大学大学院経済学研究科公共経済専攻博士課程単位取得退学。
1988年、南山大学経済学部助手。
1990年、オーストラリア国立大学（Australian National University）でPh.D.（経済学）取得。
1990年、南山大学経済学部講師。
1994年、大阪大学経済学部講師。
1994年、大阪大学大学院国際公共政策研究科助教授。
2003年、大阪大学大学院国際公共政策研究科教授、
2022年度より、高松大学経営学部教授、(大阪大学特任教授兼任)現在にいたる。

## 著書
- 『大学教育効果の実証分析』（松繁寿和編著）日本評論社、2004年2月
- 『中国の開放経済と日本企業』（橋本介三編、8～10章）大阪大学出版会　2002年12月
- 『マイクロビジネスの経済分析―中小企業経営者の実態と雇用創出』（三谷直紀・脇坂明編、1･2･4･5章）東京大学出版会、2002年
- 『大卒女性の働き方　-　女性が仕事をつづけるとき、やめるとき』（脇坂明・冨田安信編、6章）日本労働研究機構、2001年
- 『昇進の経済学』（橘木俊昭・連合総合生活開発研究編、7章）東洋経済新報社、1995年

このほか、数多くの研究論文や研究報告書を提出している。